# Labastide-Marnhac
Labastide-Marnhac là một xã thuộc tỉnh Lot trong vùng Occitanie phía tây nam nước Pháp.